# Kodeks Nowogrodzki
Kodeks Nowogrodzki – najstarszy zabytek rękopiśmiennictwa ruskiego. Odkryty 13 lipca 2000 roku w Nowogrodzie Wielkim podczas wykopalisk archeologicznych. Kodeks sporządzony został w języku staro-cerkiewno-słowiańskim. Składa się z drewnianych, lipowych tablic powleczonych warstwą wosku pszczelego, wielkości 15×11,5 cm. Tekst rękopisu po raz pierwszy został opublikowany w czasopiśmie „Wiestnik Rossijskoj akadiemii nauk” (pol. Informator Rosyjskiej Akademii Nauk) w 2001 roku.
Rękopis datowany jest na koniec X wieku, lub na początek XI wieku. Jest o około 32–60 lat starszy niż Ewangeliarz Ostromira (datowany na lata 1056 lub 1057), przedtem uchodzącego za najstarszy zachowany zabytek piśmiennictwa ruskiego i również napisanego w języku staro-cerkiewno-słowiańskim. Kodeks Nowogrodzki jest palimpsestem. Ma kilka warstw tekstu, górna warstwa zawiera Psalmy 75–76 i niewielki fragment Psalmu 67, natomiast dolna jego warstwa zawiera tekst Apokalipsy.

## Tekst ukryty
| Tekst oryginalny | Tłumaczenie |
| --- | --- |
| [1] …Миръ естъ градъ въ немъ же отълѫчаѭтъ отъ цръкъве еретикы. [2] Миръ естъ градъ въ немъ же отълѫчаѭтъ отъ цръкъве чловѣкы неразѹмъны. [3] Миръ естъ градъ въ немъ же отълѫчаѭтъ отъ цръкъве чловѣкы непокоривы. [4] Миръ естъ градъ въ немъ же отълѫчаѭтъ отъ цръкъве чловѣкы непорочъны. [5] Миръ естъ градъ въ немъ же отълѫчаѭтъ отъ цръкъве чловѣкы невиновъны. [6] Миръ естъ градъ въ немъ же отълѫчаѭтъ отъ цръкъве чловѣкы непрѣломъны. [7] Миръ естъ градъ въ немъ же отълѫчаѭтъ отъ цръкъве чловѣкы недостоины такоѩ кары. [8] Миръ естъ градъ въ немъ же отълѫчаѭтъ отъ цръкъве чловѣкы недостойны такого отълѫчения. [9] Миръ естъ градъ въ немъ же отълѫчаѭтъ отъ цръкъве чловѣкы прѣчистыѩ вѣры. [10] Миръ естъ градъ въ немъ же отълѫчаѭтъ отъ цръкъве чловѣкы достоины хвалы. [11] Миръ естъ градъ въ немъ же отълѫчаѭтъ отъ цръкъве чловѣкы достоины прославления. [12] Миръ естъ градъ въ немъ же отълѫчаѭтъ отъ цръкъве чловѣкы неотъстѫпъны отъ правыѩ вѣры х҃совы… | [1] …Świat jest miastem, w którym są wyłączani z Kościoła heretycy. [3] Świat jest miastem, w którym są wyłączani z Kościoła ludzie niepokorni. [4] Świat jest miastem, w którym są wyłączani z Kościoła ludzie nieskazitelni. [5] Świat jest miastem, w którym są wyłączani z Kościoła ludzie niewinni. [6] Świat jest miastem, w którym są wyłączani z Kościoła ludzie niezłomni. [7] Świat jest miastem, w którym są wyłączani ludzie niegodni takiej kary. [8] Świat jest miastem, w którym są wyłączani ludzie niegodni takiego wyłączenia. [9] Świat jest miastem, w którym są wyłączani z Kościoła ludzie czystej wiary. [10] Świat jest miastem, w którym są wyłączani z Kościoła ludzie godni pochwały. [11] Świat jest miastem, w którym są wyłączani z Kościoła ludzie godni czci. [12] Świat jest miastem, w którym są wyłączani z Kościoła ludzie nieodchodzący od prawdziwej wiary Chrystusowej… |